# Flughafen Kai Tak

i7
i11
i13
Der Flughafen Kai Tak in Hongkong (chinesisch 香港啟德機場 / 香港启德机场, Pinyin Xiānggǎng Qǐdé Jīchǎng, Jyutping Hoeng1gong1 Kai2dak1 Gei1coeng4) war ein innerstädtischer Flughafen, der am 6. Juli 1998 geschlossen und durch den neu erbauten Flughafen Chek Lap Kok ersetzt wurde. Kai Tak war einer der am schwierigsten anzufliegenden Flugplätze der Welt, berüchtigt wegen seines komplizierten Anfluges und der meistens vorherrschenden schweren Winde. Bis zu seiner Schließung war er Basis der Fluggesellschaften Cathay Pacific, Air Hong Kong, Hong Kong Airways und Dragonair und gehörte zu den meistfrequentierten Verkehrsflughäfen der Welt. Die offizielle Bezeichnung „Hong Kong International Airport“ ging zusammen mit dem ICAO-Code VHHH und dem IATA-Code HKG an den Nachfolgeflughafen über.

## Lage
Der Flughafen Kai Tak lag nördlich der Kowloon Bay von Hongkong und nördlich des Victoria Harbours. Im nahen Umfeld des Flughafens liegen hohe Berge. Circa zwei Kilometer nordwestlich liegt der 495 Meter hohe Lion Rock. Ungefähr fünf Kilometer südlich befindet sich Hong Kong Island mit bis zu 640 Meter hohen Erhebungen.
Der Flughafen verfügte nur über eine Start- und Landebahn, die in Südost-Nordwestrichtung (134/314 Grad) verlief und daher mit der Bahnkennung 13/31 bezeichnet war. Diese Bahn wurde zweimal verlängert. Als der Flughafen 1998 geschlossen wurde, war die Piste 3.390 Meter lang. Die Startbahn begann direkt vor der Prince Edward Road und ragte durch Landaufschüttungen weit in den Victoria Harbour hinein. Einige Passagiere berichten, sie hätten aufgrund der niedrigen Überflughöhe beim abgewandelten ILS-Anflug, dem sogenannten „IGS-Anflug“, auf Landebahn 13 das Flimmern der Fernseher in den Häusern sehen können.

## Geschichte
Namensgeber für den Flughafen waren die Herren Ho Kai und Au Tak. Sie gründeten 1922 eine Kapitalanlagegesellschaft, um in der Kowlooner Bucht Land zu gewinnen. 1924 wurde auf einer Grasfläche eine Flugschule eröffnet. Dieser Teil des gewonnenen Landes wurde Kai Tak genannt. Er war die Basis für den späteren Flughafen. 1936 wurden dann erste Inlandsflüge aufgenommen. Als Hongkong 1941 von den Japanern erobert wurde, bauten diese eine zweite Start- und Landebahn. 1954 wurde beschlossen, einen modernen Flughafen zu bauen. Ein Grund dafür war, dass Budgetüberschüsse der Kolonialmacht nicht ins Ausland transferiert werden durften. 1957 wurde dann eine neue 2194 Meter lange Piste fertiggestellt und 1970 und 1975 verlängert. Das Terminalgebäude war 1962 fertiggestellt. 1974 wurde ein Instrumentenlandesystem installiert. Zu dieser Zeit waren Siedlungen und Flughafen noch weit voneinander entfernt. Im Laufe der Jahre dehnten sich allerdings sowohl Flughafen als auch Siedlungen aus und gingen bald fast ineinander über.
Im Jahr 1998 wurde der Flugverkehr zum neuen, 30 Kilometer außerhalb des Stadtzentrums gelegenen Flughafen Chek Lap Kok verlagert. Bereits Jahre zuvor wurden Pläne zur Nachnutzung des alten, etwa 2,5 km² großen Kai-Tak-Areals erstellt. Anfänglich sollten dort Wohnungen für bis zu 320.000 Menschen errichtet werden. Aufgrund zurückgestufter Erwartungen an das Bevölkerungswachstum wurde die Zahl der geplanten Wohnungen später auf eine Kapazität entsprechend etwa 86.000 Menschen verringert. Der Baubeginn des neuen Stadtteils sollte 2008 erfolgen, die Fertigstellung 2012. Neben Wohnungen sollten am Areal auch ein Kreuzfahrtschiffhafen, Geschäfts- und Bürohäuser, ein Sportstadion und eine Veranstaltungshalle entstehen. Die Eröffnung des Kreuzfahrtterminals soll Mitte 2013 erfolgen.

## Anflugbedingungen

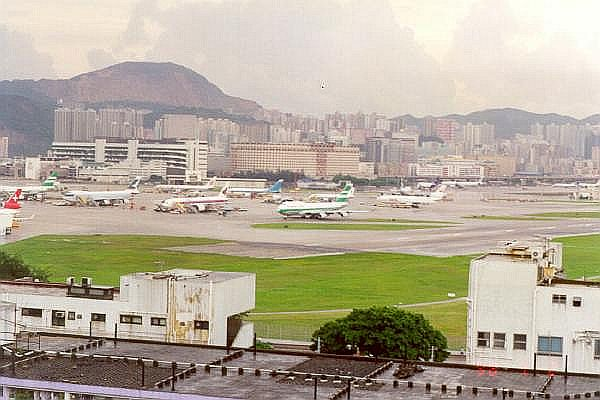
Rollfeld des Flughafens im Jahr 1998

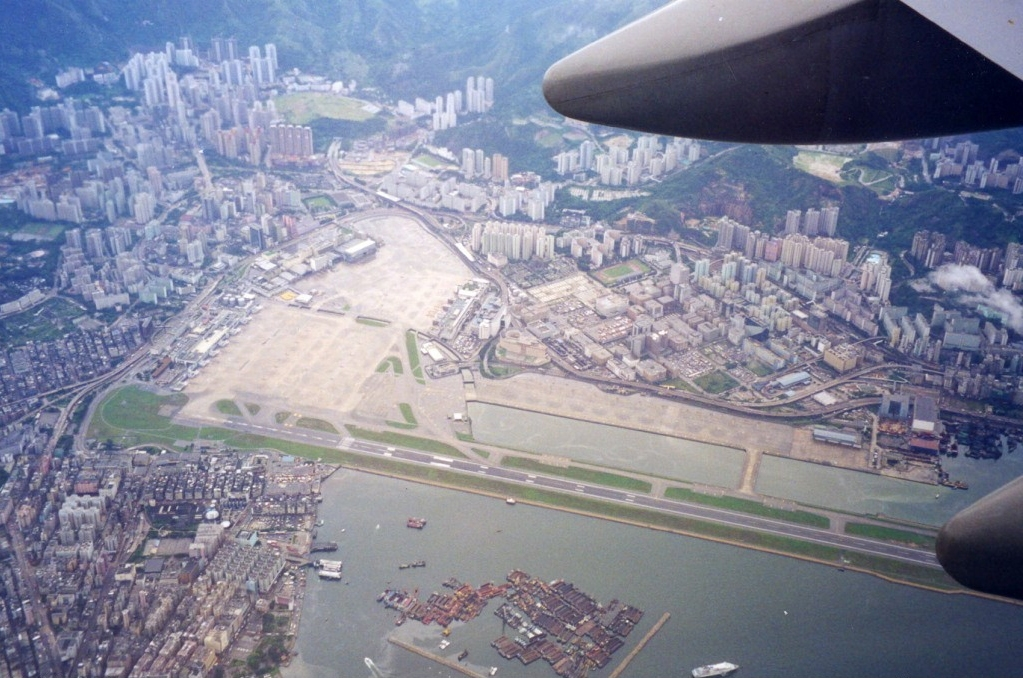
Kai Tak kurz nach der Schließung im Jahr 1998

Eine Besonderheit des Flughafens war der „Checkerboard-Anflug“ auf die Landebahn 13. Bedingt durch eine Gebirgskette, die sich als Anflughindernis im Anflugsektor der Landebahn befindet, war ein ILS-geführter direkter, geradliniger Anflug von Nordwesten her kommend in Richtung Victoria Harbour topographisch nicht möglich. Jedoch waren Landungen in Betriebsrichtung 13 aufgrund der meist vorherrschenden Windrichtung unabdingbar.
Das funksendergestützte Instrumentenlandesystem unterschied sich von dem anderer Flughäfen wie folgt: Die Anfluggrundlinie des Landekurssenders führte nicht wie üblich in einer geraden Linie auf die Mittelachse der Landebahn, sondern wies abweichend von der Landebahnausrichtung auf einen Sportpark nahe einem am Stadtrand gelegenen Hügel, dem Checkerboard Hill. Dieser war weithin sichtbar als optische Orientierungshilfe mit einem rot-weißen Schachbrettmuster markiert, dem „Checkerboard“. Die Verlängerung der Mittelachse der Landebahn hingegen schnitt kurz vor dem Hügel den durch den Landekurssender vorgegebenen Anflugkurs im Winkel von 48°. Auch der Gleitpfadsender bezog sich nicht unmittelbar auf die Landebahnschwelle, sondern den Checkerboard Hill. Ein Abfliegen des ILS-Anfluges, wie sonst bei diesem Verfahren üblich, hätte in Kai Tak also nicht zum Aufsetzpunkt der Landebahn geführt, sondern in die Bergflanke des Checkerboard Hills.
Die Piloten mussten zuerst dem Gleitpfad und Landekurs in Richtung des Sportparks nahe dem Checkerboard folgen. Beim Erreichen des Haupteinflugzeichens (Middle marker, MM) war der ursprüngliche Kurs des Landekurssenders unverzüglich durch Einleiten einer engen Rechtskurve zu verlassen („Breakout“), ab hier musste dem Verlauf einer bogenförmig gekrümmten Anflugblitzbefeuerung präzise gefolgt werden, um auf den abknickenden Endanflug in Ausrichtung der Landebahnmittelachse zu gelangen. Nach Ausleiten dieser Kurve hatten die Piloten nur wenige Sekunden Zeit, das Flugzeug für die Landung zu stabilisieren. Zu diesen fliegerischen Herausforderungen kam noch der Umstand, dass der Anflug und die Richtungsänderung kurz vor der Landung in niedriger Höhe über dicht bebautem Gebiet durchgeführt wurde.
Eine zu „lange“ Landung, beziehungsweise ein zu weites Ausschweben hinter der Landeschwelle, war aus weiteren Gründen gefährlich: erstens endete die Landebahn im Wasser, zweitens gehörten extreme Seitenwindböen zum Alltag. Von ihnen wurden die Flugzeuge oftmals kurz vor dem Aufsetzen aus der Bahnmitte versetzt. Wegen der Nähe zur Stadt musste aber auch ein zu frühes Aufsetzen vermieden werden; das Aufsetzen vor der weißen Schwellenmarkierung wurde zudem mit einem Bußgeld belegt.
Kurs- und gleitpfadgestützte Instrumentenlandesysteme tragen normalerweise die abgekürzte Bezeichnung ILS. Da Kai Tak aber von dieser Norm abwich, wurde sein System nicht als ILS, sondern, um Fehlinterpretationen zu vermeiden, als IGS (Instrument Guided System) bezeichnet. Piloten brauchten für seine Nutzung eine spezielle Lizenz.
Zusätzlich zu den genannten Problemen wurde die Kapazität des Flughafens dem gewachsenen Verkehrsaufkommen nicht mehr gerecht. Noch vor dem Ende der britischen Kolonialherrschaft wurden die Arbeiten am neuen Flughafen Chek Lap Kok aufgenommen, der 1998 fertiggestellt war und Kai Tak ablöste.

## Überfüllung in den 1990er Jahren
Bei der Planung des Passagierterminals im Jahr 1960 wurde der Flughafen für 24 Millionen Passagiere im Jahr ausgelegt. Im Jahr 1996 wurden allerdings 29,5 Millionen Passagiere sowie 1,56 Mio. Tonnen Fracht abgefertigt. Das machte Kai Tak – gemessen an Passagierzahlen – zum weltweit drittgrößten internationalen Flughafen sowie – gemessen an der umgeschlagenen Fracht – zum größten internationalen Flughafen. Die Besiedlung im nahen Stadtzentrum (in der Einflugschneise der Landebahn 13 durften die Häuser maximal sechs Stockwerke haben) sowie ein Nachtflugverbot zwischen 0 Uhr und 6:30 Uhr führten letztendlich zur Schließung des Flughafens.

## Schließung
In der Nacht vom 5. auf den 6. Juli 1998 fanden die letzten Flugbewegungen auf dem Flughafen statt. Dragonair Flug KA841 (A320) aus Chongqing landete als letzter Flug um 23:38 Uhr auf Bahn 13. Um 0:02 Uhr startete Cathay Pacific Flug CX251 (B747-400) nach London Heathrow und war somit der letzte Linienflug, der Kai Tak verließ. Es folgten 29 Überführungsflüge zum neuen Flughafen Chek Lap Kok. Der letzte Start einer kommerziellen Maschine war um 01:03 Uhr der Überführungsflug Cathay Pacific CX3340 mit einem Airbus A340. Bei einer kleinen Abschiedszeremonie im Tower vor Presse und Regierungsvertretern hielt ein Fluglotse eine Rede, die er mit den Worten „Goodbye Kai Tak, and thank you.“ („Auf Wiedersehen Kai Tak, und danke“) beendete und dabei die Rollfeldbeleuchtung abschaltete. Anschließend wurde der gesamte Verkehr auf den neuen Flughafen Chek Lap Kok verlegt. Sämtliche Flughafenfahrzeuge wurden in einer einzigen Aktion überführt und auch die ICAO- und IATA-Codes wurden nach dem letzten Abflug lückenlos weitergegeben. Da das Frachtterminal am neuen Flughafen Chek Lap Kok jedoch aufgrund von technischen Schwierigkeiten zunächst nicht genutzt werden konnte, wurde Fracht noch bis Ende August trotz Landung in Chek Lap Kok über das Frachtterminal in Kai Tak abgewickelt.

## Heutige Nutzung
Auf dem Gelände des ehemaligen Flughafens befindet sich heute das Kai Tak Cruise Terminal zur Abfertigung von Kreuzfahrtschiffen.
Im März 2025 wurde der Kai Tak Sports Park, ein neuer Veranstaltungsort für Sport-, Unterhaltungs- und Kulturveranstaltungen, eröffnet.

## Zwischenfälle
- Am 25. September 1946 geriet eine Douglas DC-3/C-47B der britischen Royal Air Force (RAF) (Luftfahrzeugkennzeichen KN414) nach dem Start vom Flughafen Kai Tak außer Kontrolle, eventuell aufgrund von Turbulenzen, und stürzte 3 Kilometer westnordwestlich des Flughafens ab. Alle 19 Insassen, fünf Besatzungsmitglieder und 14 Passagiere, kamen ums Leben.[8]

- Am 25. Januar 1947 wurde eine Douglas DC-3/C-47A-25-DK der Philippine Airlines (PI-C12) in einer Höhe von 480 Metern im Anflug auf den Flughafen Kai Tak in den 525 Meter hohen Mount Parker (Hongkong) geflogen. Durch diesen CFIT (Controlled flight into terrain) wurden alle 4 Besatzungsmitglieder getötet, die einzigen Insassen auf dem Frachtflug.[9]

- Am 21. Dezember 1948 wurde eine aus Shanghai kommende Douglas DC-4/C-54B-5-DO der chinesischen China National Aviation Corporation (CNAC) (XT-104) 16 Kilometer östlich des Zielflughafens Hongkong-Kai Tak in einer Höhe von nur 100 Metern in einen Hügel auf Basalt Island geflogen. Die Piloten hatten den Flug fortgesetzt, obwohl die Wolkendecke tiefer als 100 Meter lag. Bei diesem CFIT (Controlled flight into terrain) wurden alle 35 Insassen getötet, sieben Besatzungsmitglieder und 28 Passagiere.[10]

- Am 24. Februar 1949 wurde eine Douglas DC-3/C-47A-90-DL der Cathay Pacific mit dem Luftfahrzeugkennzeichen VR-HDG nach einem abgebrochenen Landeanflug auf den Flughafen Hongkong-Kai Tak in schlechtem Wetter in einen Hügel am Braemar Reservoir geflogen. Alle 23 Menschen starben, vier Besatzungsmitglieder und 19 Passagiere.[11]

- Am 4. April 1950 wurde eine geparkte Curtiss C-46 Commando der (später taiwanischen) Luftstreitkräfte der Republik China (ROCAF unbekannt) auf dem Flughafen Kai Tak durch eine kleine Bombe zerstört. Sechs weitere Flugzeuge wurden ebenfalls beschädigt. Die verlassenen Flugzeuge waren den Chinesen von einem Gericht in Hongkong zugesprochen worden. Personen kamen nicht zu Schaden.[12]

- Am 11. März 1951 wurde eine Douglas DC-4/R5D-1 der thailändischen Pacific Overseas Airlines (HS-POS) mit 4 Crewmitgliedern und 20 Passagieren an Bord nach dem Start vom Flughafen Hongkong-Kai Tak bei schlechtem Wetter im Sichtflug in eine Hügelkette geflogen. Alle 24 Insassen starben.[13]

- Am 9. April 1951 stürzte eine Douglas DC-3 der thailändischen Siamese Airways (HS-SAE) auf dem Flug von Bangkok zum Flughafen Kai Tak beim nächtlichen Landeanflug in sehr schlechtem Wetter ins Wasser. In einer engen Kurve war es bei Cape D’Aguilar in 120 m Flughöhe zum Strömungsabriss gekommen, noch 10 Kilometer vom Zielflughafen entfernt. Alle 16 Insassen (5 Crewmitglieder und 11 Passagiere) kamen ums Leben.[14]

- Am 27. Juli 1953 geriet eine Handley Page Hastings C.1 der Royal Air Force (TG564) kurz vor der Landung auf dem Flughafen Hongkong-Kai Tak in eine Windscherung. Dadurch schlug ihr Hauptfahrwerk gegen eine Hütte kurz vor der Landebahn. Die Maschine stürzte neben die Landebahn und ging in Flammen auf. Beide Piloten, die einzigen Insassen, überlebten den Unfall, jedoch wurde eine Person am Boden getötet.[15][16]

- Am 18. April 1961 wurde eine Douglas DC-3/C-47D der United States Air Force (USAF) (43-49014) in den Mount Parker (Hongkong) geflogen. Die Maschine war nach dem Start vom Flughafen Kai Tak bei Nebel im kreisenden Steigflug, als sie mit dem Berg kollidierte. Durch diesen CFIT (Controlled flight into terrain) wurden von den 15 Insassen 14 getötet.[17]

- Am 30. Juni 1967 verunglückte eine Sud Aviation Caravelle III der Thai Airways International (HS-TGI) aus Taipeh kommend während Starkregens beim Landeanflug auf den Flughafen Kai Tak. Die Maschine unterschritt, vermutlich aufgrund von Windströmungen, die Mindestflughöhe und schlug durch einen Steuerfehler des Kopiloten kurz vor der Landebahn auf die Wasseroberfläche auf. Von 80 Menschen an Bord kamen 24 ums Leben (siehe auch Thai-Airways-Flug 601).[18]

- Am 5. November 1967 kam eine Convair CV-880 der Cathay Pacific (VR-HFX) nach einer Ablösung der Lauffläche des rechten Bugfahrwerksreifens beim Startlauf seitlich von der Piste am Flughafen Kai Tak ab und stürzte ins Meer. Eine Passagierin starb, das Flugzeug wurde abgeschrieben (siehe auch Cathay-Pacific-Flug 033).[19]

- Am 2. September 1977 kam es an einer Canadair CL-44D4-2 der Transmeridian Air Cargo (G-ATZH), mit der ein Flug vom Flughafen Kai Tak zum Flughafen Bangkok-Don Mueang durchgeführt werden sollte, unmittelbar nach dem Start zu einem Triebwerksschaden an Triebwerk Nr. 4, wodurch sich ein Brand entwickelte. Die Besatzung versuchte noch, zum Flughafen zurückzukehren, jedoch griff der Brand auf das Treibstoffsystem und die Tragflächenstruktur über. Nur acht Minuten nach dem Start brach das Triebwerk Nr. 4 mit einem Teil der rechten Tragfläche von der Maschine ab und das Flugzeug stürzte ins Meer (siehe auch Transmeridian-Air-Cargo-Flug 3751).[20]

- Am 31. August 1988 rutschte eine am Flughafen Guangzhou-Baiyun (alt) gestartete Hawker Siddeley HS.121 Trident 2E der chinesischen CAAC (B-2218) auf dem Flughafen Kai Tak bei einer Bruchlandung ins Hafenbecken. Die Unfallursache war vermutlich eine plötzliche Sichtverschlechterung durch Starkregen, 7 Insassen ertranken (siehe auch CAAC-Flug 301).[21]

- Am 4. November 1993 kam eine Boeing 747-400 der taiwanischen China Airlines (B-165) bei der Landung durch einen Pilotenfehler während des Bremsvorgangs unter schwierigen Bedingungen nach links von der Landebahn ab und rutschte in das Becken des Victoria Harbour. Von den 396 an Bord befindlichen Personen erlitten 22 Verletzungen.

## Die Royal Air Force in Hongkong
Der Flughafen Kai Tak wurde jahrzehntelang parallel von den Briten auch militärisch, insbesondere durch die Royal Air Force (RAF), genutzt. Er war die Hauptbasis der RAF in der Kronkolonie (englisch crown colony), daneben gab es zwei weitere genutzte Flugplätze, Shek Kong (chin. 石崗) und Sha Tin (沙田).
Neben der „regulären“ RAF gab es auch noch die sogenannte Royal Hong Kong Auxiliary Air Force.

### RAF Kai Tak

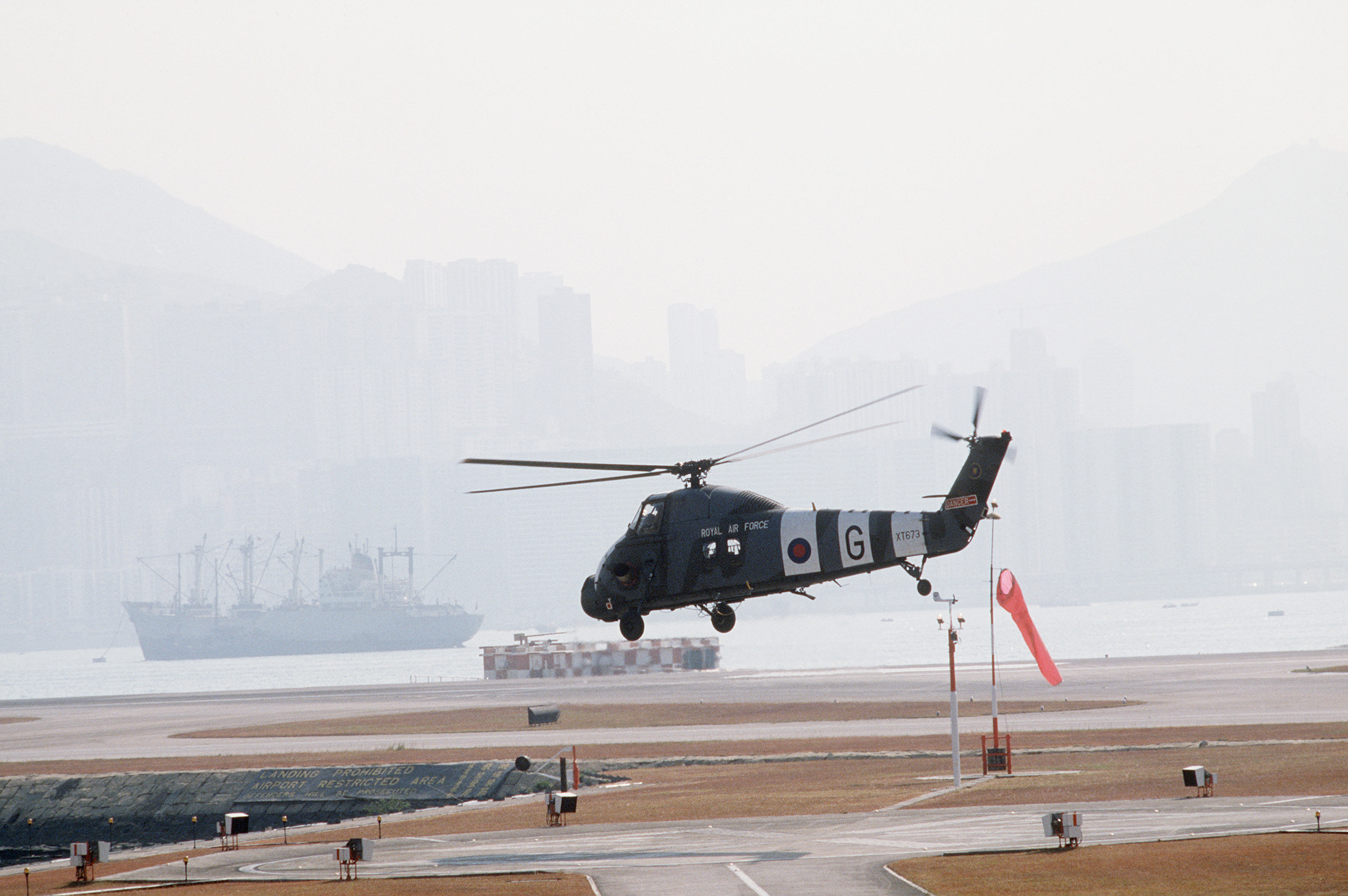
Wessex HC.2 in Kai Tak, Kowloon 1983

Nach der japanischen Kapitulation wurde die RAF Station Kai Tak (kurz RAF Kai Tak) Basis verschiedener Staffeln. Der Flugbetrieb wurde 1946 zunächst reduziert. Durch die Berlin-Blockade und den heraufdämmernden Kalten Krieg wurden die Kräfte ab 1949 zunächst wieder verstärkt, unter anderem durch die Spitfire F24 der zuvor in Gütersloh stationierten 80. Squadron. Aus Budgetgründen ging man aber vermehrt dazu über Staffeln nur temporär durch Kai Tak rotieren zu lassen. Dauerhaft, mit zwischenzeitlichen Aufenthalten in Shek Kong, war hier bis 1967 die 28. Squadron stationiert, die die Vampire, Venom und Hunter flog.
In den Jahren 1968 bis 1978 war die Station Heimat von Hubschrauberstaffeln, unter anderem wiederum der 28. Staffel. RAF Kai Tak wurde 1978 geschlossen, nachdem der Flugbetrieb nach Shek Kong verlegt worden war.

### RAF Shek Kong

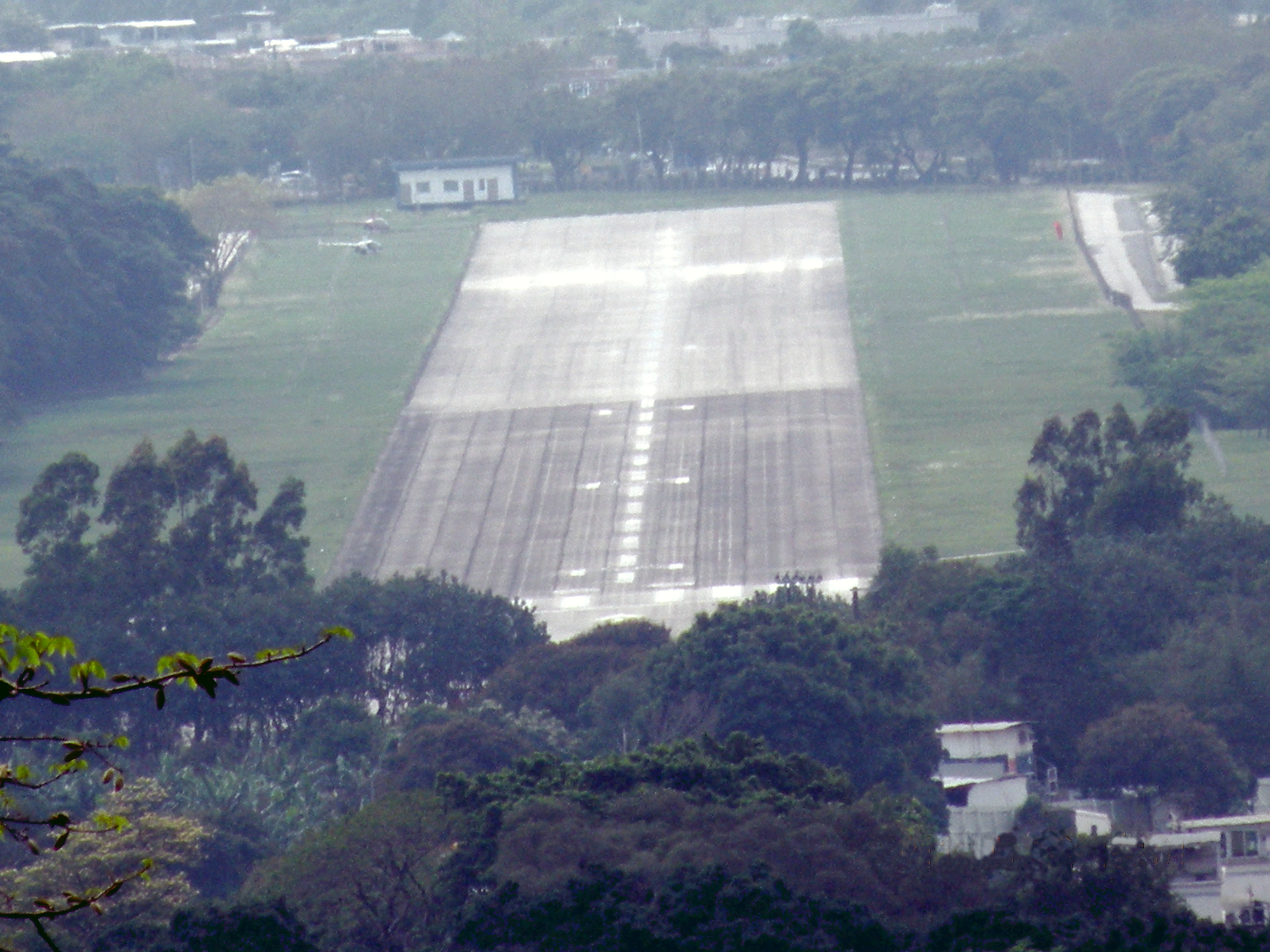
Shek Kong Airfield in den N.T., 2011

Der Bau Shek Kongs war 1938 begonnen worden, kriegsbedingt wurde der Flugplatz jedoch erst in den 1950er Jahren fertiggestellt. Neben den beiden bei Kai Tak erwähnten Staffeln, die zeitweise auch in Shek Kong lagen, wurde die RAF Station Shek Kong von temporären Detachements anderer Staffeln genutzt.
Der Shek Kong Airfield liegt nahe der ländlichen Dorfgemeinde Kam Tin bei Yuen Long in den New Territories von Hongkong.
Nach Schließung Kai Taks als RAF-Station war RAF Shek Kong einziger RAF-Stützpunkt der Kronkolonie und wurde 1978 Heimat der Wessex-Helikopter der 28. Squadron. Sie flogen bis 1996 in Hongkong.
Neben der RAF nutzte auch das Army Air Corps Shek Kong als Basis von Scout Helikoptern der 660. Squadron.
Heute ist Shek Kong Airfield Heimat unter anderem von einem Dutzend Hubschraubern der Luftstreitkräfte der Volksrepublik China sowie des Government Air Service, faktischer Nachfolgeorganisation der früheren britischen Royal Hong Kong Auxiliary Air Force.

### RAF Sha Tin
Wie oben erwähnt kam es ab 1949 zur Verstärkung des britischen Militärs in Hongkong. Hierzu wurde in diesem Jahr die RAF Station Sha Tin errichtet und nach Eröffnung leichte Auster AOP.6-Beobachtungsflugzeuge stationiert. Die RAF-Ära ging 1957 zu Ende, als die sogenannten Air-Oberservation-Post-Staffeln an das neuaufgestellte Army Air Corps übergeben wurden.
Nach heftigen Zerstörungen durch einen Taifun im Jahr 1962 wurde der Flugplatz nicht wiederhergestellt, sondern abgerissen. Hier befindet sich heute die Sha Tin New Town.